# Óscar Vílchez
Óscar "Neka" Vílchez Soto (Chiclayo, Provincia de Chiclayo, Perú, 25 de enero de 1986) es un futbolista peruano. Juega como mediocentro y su equipo actual es el Fútbol Club Carlos Stein de la Liga 2. Es hermano menor del también futbolista Walter Vílchez.

## Trayectoria

### Alianza Lima, y pasos por Melgar y Sport Ancash
Se inició en las divisiones menores de Alianza Lima, equipo con el que debutó en Primera División en el año 2004. Luego fue cedido a préstamo a Sport Áncash y luego a F. B. C. Melgar, regresando al equipo blanquiazul a mediados de 2007. A finales de ese año sufrió una lesión que lo mantuvo alejado de las canchas por casi dos años. En julio de 2009, tras ser operado en México, fue contratado nuevamente por Alianza Lima. Ese mismo año clasificó a la Copa Libertadores 2010 y fue subcampeón nacional. Al siguiente año jugó 12 partidos y logró nuevamente clasificar a la Copa Libertadores 2011. El 2011 vuelve a ser subcampeón nacional con Alianza, esta vez perdiendo la final contra Juan Aurich.

### Sporting Cristal
En la pretemporada 2012, abandonó Alianza a pesar de tener contrato vigente debido a las mensualidades que el club le adeudaba. El 25 de enero de 2012 fichó por Sporting Cristal. En su primera temporada se consagra campeón nacional.

### Juan Aurich de Chiclayo
Después de una temporada regular en Sporting Cristal ficha por Juan Aurich club que fue su casa por 3 años, en donde disputó torneos internacionales, así como el torneo local y vivió su primera convocatoria a la selección nacional. A nivel colectivo logró el subcampeonato nacional en el 2014 y disputó octavos de final de Copa Libertadores de América siendo de los referentes del equipo y también capitán en muchos partidos con el conjunto chiclayano

### Club Alianza Lima
En el año 2016 fichó por el club de sus amores: Alianza Lima, teniendo una gran temporada, que le sirvió para disputar la Copa América Centenario, aunque posteriormente a finales del año comenzarian las lesiones que lo mantuvieron alejado de la continuidad futbolística y de la selección peruana. 
En el 2017 tiene un buen inicio siendo Capitán del equipo. Lamentable te todo cambiaría pues después del torneo de verano logra acumular solo algunos partidos a pesar de las constantes lesiones. A pesar de la mala temporada individual debido a las lesiones sale campeón nacional con el cuadro victoriano.
En el 2018 regresa a las canchas a mitad de año ya sin lesiones comienza a acumular minutos y presentarse como la pieza clave en los segundos tiempos de Alianza siendo fundamental para que el club victoriano en la recta final del torneo pueda llegar a la final contra Sporting Cristal, final que más tarde acabaría perdiendo consagrándose ese año como subcampeón nacional.

### Alianza Universidad
En el 2019 ficha por Alianza Universidad.

## Selección nacional
Oscar Vilchez fue convocado para disputar las Eliminatorias Rusia 2018 ante Venezuela y Uruguay, partidos que no pudo disputar debido a una lesión que no le permitió estar en óptimas condiciones. Después, disputó dos amistosos contra Trinidad y Tobago, y contra El Salvador con motivo de entrenamiento y preparación para la Copa América Centenario 2016, en la que jugaría como titular ante Haití, Ecuador y Brasil en el grupo B, y por los cuartos de final contra Colombia.

### Participaciones en Copa América
| Torneo                  | Sede           | Resultado        | Partidos | Goles |
| ----------------------- | -------------- | ---------------- | -------- | ----- |
| Copa América Centenario | Estados Unidos | Cuartos de final | 4        | 0     |

### Participaciones en Eliminatorias
| Eliminatorias                    | Selección | Resultado          | Partidos | Goles |
| -------------------------------- | --------- | ------------------ | -------- | ----- |
| Eliminatorias Sudamericanas 2014 | Perú      | 7.º (No clasificó) | 1        | 0     |
| Eliminatorias Sudamericanas 2018 | Perú      | 5.º (Clasificado)  | 0        | 0     |

## Estadísticas

### Clubes
Actualizado hasta fin de carrera deportiva.
| Club                       | Temporada     | Liga  | Liga  | Copas nacionales | Copas nacionales | Copas internacionales | Copas internacionales | Total | Total |
| Club                       | Temporada     | Part. | Goles | Part.            | Goles            | Part.                 | Goles                 | Part. | Goles |
| -------------------------- | ------------- | ----- | ----- | ---------------- | ---------------- | --------------------- | --------------------- | ----- | ----- |
| Alianza Lima · Perú        | 2004          | 2     | 0     | -                | -                | -                     | -                     | 2     | 0     |
| Alianza Lima · Perú        | 2005          | 9     | 0     | -                | -                | -                     | -                     | 9     | 0     |
| Sport Áncash · Perú        | 2006          | 37    | 3     | -                | -                | -                     | -                     | 37    | 3     |
| Sport Áncash · Perú        | Total club    | 37    | 3     | 0                | 0                | -                     | -                     | 37    | 3     |
| Melgar · Perú              | 2007          | 7     | 0     | -                | -                | -                     | -                     | 7     | 0     |
| Melgar · Perú              | Total club    | 7     | 0     | 0                | 0                | -                     | -                     | 7     | 0     |
| Alianza Lima · Perú        | 2008          |       |       |                  |                  |                       |                       |       |       |
| Alianza Lima · Perú        | 2009          | 17    | 1     | -                | -                | -                     | -                     | 17    | 1     |
| Alianza Lima · Perú        | 2010          | 12    | 0     | -                | -                | 3                     | 0                     | 15    | 0     |
| Alianza Lima · Perú        | 2011          | 20    | 1     | -                | -                | 1                     | 0                     | 21    | 1     |
| Sporting Cristal · Perú    | 2012          | 28    | 1     | -                | -                | -                     | -                     | 28    | 1     |
| Sporting Cristal · Perú    | Total club    | 28    | 1     | 0                | 0                | 0                     | 0                     | 28    | 1     |
| Juan Aurich · Perú         | 2013          | 33    | 4     | 13               | 2                | 1                     | 0                     | 47    | 6     |
| Juan Aurich · Perú         | 2014          | 25    | 4     | 6                | 0                | -                     | -                     | 31    | 4     |
| Juan Aurich · Perú         | 2015          | 29    | 1     | -                | -                | 6                     | 0                     | 35    | 1     |
| Juan Aurich · Perú         | Total club    | 87    | 9     | 19               | 2                | 7                     | 0                     | 113   | 9     |
| Alianza Lima · Perú        | 2016          | 24    | 1     | -                | -                | -                     | -                     | 24    | 1     |
| Alianza Lima · Perú        | 2017          | 19    | 1     | -                | -                | 2                     | 0                     | 21    | 1     |
| Alianza Lima · Perú        | 2018          | 26    | 1     | -                | -                | 4                     | 0                     | 30    | 1     |
| Alianza Lima · Perú        | Total club    | 129   | 5     | 0                | 0                | 10                    | 0                     | 139   | 5     |
| Alianza Universidad · Perú | 2019          | 26    | 0     | 1                | 0                | -                     | -                     | 27    | 0     |
| Alianza Universidad · Perú | 2020          | 20    | 0     | -                | -                | -                     | -                     | 32    | 0     |
| Alianza Universidad · Perú | 2021          | 18    | 0     | 1                | 0                | -                     | -                     | 19    | 0     |
| Alianza Universidad · Perú | Total club    | 64    | 0     | 2                | 0                | 0                     | 0                     | 66    | 0     |
| Carlos Stein · Perú        | 2022          | 21    | 0     | -                | -                | -                     | -                     | 21    | 0     |
| Carlos Stein · Perú        | Total club    | 21    | 0     | -                | -                | -                     | -                     | 21    | 0     |
| Total carrera              | Total carrera | 373   | 18    | 21               | 2                | 17                    | 0                     | 411   | 20    |

## Palmarés

### Campeonatos nacionales
| Título                    | Club             | País | Año  |
| ------------------------- | ---------------- | ---- | ---- |
| Primera División del Perú | Alianza Lima     | Perú | 2003 |
| Primera División del Perú | Alianza Lima     | Perú | 2004 |
| Primera División del Perú | Sporting Cristal | Perú | 2012 |
| Primera División del Perú | Alianza Lima     | Perú | 2017 |

### Torneos cortos
| Título          | Club         | País | Año  |
| --------------- | ------------ | ---- | ---- |
| Torneo Clausura | Alianza Lima | Perú | 2003 |
| Torneo Apertura | Alianza Lima | Perú | 2004 |
| Torneo Apertura | Alianza Lima | Perú | 2017 |
| Torneo Clausura | Alianza Lima | Perú | 2017 |

### Distinciones individuales
| Distinción                                                                             | Año  |
| -------------------------------------------------------------------------------------- | ---- |
| Equipo ideal del Campeonato Descentralizado según el portal periodístico DeChalaca.com | 2014 |
| Máximo asistidor del Torneo Apertura                                                   | 2016 |
| Equipo ideal de la Liga 1 según Dechalaca.com                                          | 2019 |